# Radiodervish
I Radiodervish sono un gruppo italiano di world music, formatosi a Bari nel 1997 e composto da Michele Lobaccaro e dall'italo-palestinese Nabil Salameh.

## Storia
I due componenti del gruppo si conoscono a metà degli anni ottanta, quando erano entrambi studenti (Nabil Salameh era arrivato in Italia per studiare ingegneria e Michele Lobaccaro ancora liceale e poi studente di filosofia). Nel 1988 fondano il gruppo Al Darawish, una delle prime esperienza di world music in Italia. Il gruppo ottiene un buon successo ed incide due album: Al Darawish (1993) e Radio Dervish (1996). Quest'ultimo contenente il brano Rosa di Turi, tratto da una lettera di Gramsci. Quando, nel 1997, il gruppo Al Darawishsi scioglie, parte di loro fonda gli X-Darawish, mentre Nabil Salameh e Michele Lobaccaro danno vita ai Radiodervish. Con il duo collabora, fin dall'inizio, il tastierista Alessandro Pipino.
Nel 1998 i Radiodervish registrano il loro primo album, Lingua contro lingua (PolyGram/I Dischi del Mulo); riedito successivamente nel 2005 da Il manifesto e prodotto da Giovanni Lindo Ferretti e Massimo Zamboni, l'album frutterà loro il Premio Ciampi come miglior esordio discografico dell'anno.
Il successo dei Radiodervish è consolidato negli anni successivi da un'intensa attività live, dalla partecipazione a varie trasmissioni televisive nazionali e dall'incontro e collaborazione con vari artisti, quali Franco Battiato, Noa, Stewart Copeland, l'orchestra araba di Nazaret, Zohar Fresco, Rim Banna e Amal Morkus. Nel 2000 Nabil Salameh duetta con Jovanotti in una versione remixata di Stella cometa e nello stesso disco dell'artista italiano canta, questa volta da solo, la stessa canzone in arabo.
L'impegno del duo per la pace fa sì che il comune di Melpignano, in provincia di Lecce, conferisca a Nabil Salameh la cittadinanza onoraria insieme alla cantante israeliana Noa, nominandoli ambasciatori di pace nel mondo. A dicembre 2000, su invito dell'ONU e diretti da Nicola Piovani, si esibiscono nel Duomo di Monreale davanti a numerosi capi di Stato.
Nel marzo 2001 tengono un concerto acustico a Bari, all'auditorium La Vallisa, una chiesa del X secolo sconsacrata e trasformata in auditorium. Il concerto, in cui i Radiodervish sono accompagnati da Alessandro Pipino alle tastiere e da Giovanna Buccarella al violoncello, è organizzato a sostegno dell'attività dell'associazione Salaam Ragazzi dell'Olivo con i bambini palestinesi nel campo profughi di al-Fawwār nella Cisgiordania palestinese. Il successo è però tale che i Radiodervish fanno sei repliche e parte del materiale registrato in quell'occasione dà vita al loro secondo album In acustico, distribuito con il quotidiano La Gazzetta del Mezzogiorno e poi ristampato per Il manifesto in un cofanetto con il terzo album del gruppo.
Nel 2001 esce Centro del mundo, disco nel quale, oltre al brano che dà il titolo all'album, spesso suonato dai Radiodervish insieme a Noa, spicca la bellissima canzone d'amore L'esigenza. La band definisce appieno una poetica e una visione del mondo, schierata dalla parte di quell'umanità nomade e sradicata che affolla oggi le grandi città d'Italia e d'Europa.
Nel 2004 esce l'album In search of Simurgh, liberamente ispirato al poema Il Verbo degli uccelli del poeta e mistico persiano Farid al-Din 'Attar, prodotto da Saro Cosentino e distribuito anche in Giappone, Cina, Taiwan e Corea. Nascosta alla fine del disco c'è una delicata Ave Maria. La stessa Ave Maria è stata ripresa nella versione Ajou Marie pubblicata in Svizzera nel 2007 dalla cantante elvetica Laurence Revey. Le melodie, i personaggi e le vicende narrate nel disco si intrecciano in Ali di Polvere, scritto dall'attrice e regista teatrale Teresa Ludovico, dando vita ad uno spettacolo, una suite orientale in cui le canzoni e le musiche dei Radiodervish sono accompagnate in scena dalle letture di Teresa Ludovico.
Il 2006 è un anno caratterizzato da una fase di lavoro molto densa e ricca di nuovi stimoli creativi, che vedrà impegnati i Radiodervish in una tournée teatrale insieme all'attore Giuseppe Battiston, in un tributo a Domenico Modugno e in un lavoro video con Franco Battiato: tutto sarà documentato nel CD più DVD Amara Terra Mia (2006 - RadioFandango, distribuito da Edel Music), che contiene la versione inedita di due classici di Modugno, la registrazione live dello spettacolo con Giuseppe Battiston e il videoclip di Amara terra mia di Franco Battiato.
Nel 2007 esce L'immagine di te (Radiofandango/Cosmasola), disco di canzoni inedite prodotto da Franco Battiato e mixato da Pino Pischetola Pinaxa, che consolida la collaborazione con l'etichetta di Domenico Procacci Radiofandango, avviata con l'operazione Amara terra mia. Il disco contiene due duetti, uno con Caparezza e l'altro con Alessia Tondo. Questi duetti fanno anche parte della colonna sonora del film d'animazione La luna nel deserto (2008), del regista Cosimo Damiano Damato, realizzata appunto dai Radiodervish. Nabil Salameh presta anche la voce al personaggio Muezzin, interpretando l'inedito Fogh En Nakhal.
Il gruppo di Nabil Salameh e Michele Lobaccaro dà concerti in tutta Italia, con particolare attenzione alla Puglia, ma anche all'estero: Francia, Spagna, Belgio, Grecia, Israele, Palestina, Libano ed Egitto.
Nel 2007 i Radiodervish dirigono l'Orchestra Araba di Nazaret in occasione della sezione dedicata alla musica di "Salento Negroamaro 2007". Per quell'occasione i Radiodervish hanno avuto l'intento di proporre al pubblico una prospettiva sul mondo arabo scevra da pregiudizi e distorsioni di immagine che inevitabilmente hanno pesato, e pesano tuttora, sullo sguardo occidentale e sulla percezione che gli stessi arabi hanno di sé stessi.
Tra il 2008 e il 2009 i Radiodervish realizzano una serie di produzioni speciali, sempre accompagnati da Alessandro Pipino, su alcuni dei più importanti palcoscenici italiani con attori come Valter Malosti nello spettacolo Con le radici al cielo o con scrittori come Carlo Lucarelli in Note sull'ottava vibrazione.
Inoltre la band è stata impegnata ne Le Porte dell'Occidente, progetto di residenza teatrale che si è svolto nel castello Normanno-Svevo di Sannicandro di Bari. L'attività dei Radiodervish ha trasformato il castello in un contenitore culturale, luogo privilegiato di incontro e dialogo fra linguaggi e culture, attraverso un percorso artistico che ha coinvolto numerosi ospiti nazionali e internazionali, lasciando un segno nel processo creativo di Beyond the Sea, il successivo album. Si esibiscono inoltre in una tournée assieme all'Orchestra Araba di Nazaret, che ha visto il suo debutto a maggio del 2009 sul palcoscenico dello storico Tzavta Theater di Tel Aviv ed è proseguita in Italia nel mese di giugno.
Nell'ottobre del 2009, dopo un viaggio a Gerusalemme, esce l'album Beyond the Sea (2009 - Princigalli Produzioni/il manifesto) che sancisce la maturità musicale dei Radiodervish: una nuova fase di quella Babilonia dell'anima dalla quale i Radiodervish provengono e alla quale continuamente si riferiscono. Ad accompagnare i Radiodervish vi sono Alessandro Pipino al pianoforte, alle tastiere e ad un'infinità di strumenti acustici ed elettronici, e Saro Cosentino, che ha curato la produzione artistica del disco. Ospiti di eccezione provenienti da Palestina e Israele caratterizzano il disco con i loro suoni; tra loro alcuni solisti dell'Orchestra Araba di Nazaret (Nizar Radwan, oud e violino; Issa Awwad, kanoun; Lubna Salameh, voce) e il percussionista Zohar Fresco. Il disco contiene brani con testi in arabo, inglese, francese e spagnolo. Unico brano in italiano è Tancredi e Clorinda, una rilettura in chiave contemporanea della famosa storia d'amore della Gerusalemme liberata di Torquato Tasso.
Nel 2010, in seguito ad un concerto con la banda musicale Giuseppe Verdi di Sannicandro di Bari, viene registrato e pubblicato il CD Bandervish, con riarrangiamento per banda a cura di Livio Minafra di una serie di canzoni dei Radiodervish e di due brani tradizionali arabi, Fog en Nakhal e Lammabadà.
Nel maggio del 2011 aprono il Festival letterario del Cairo con un concerto al Cairo Opera House, celebrando la primavera politica che ai tempi interessava tutto il mondo arabo.
Nel giugno 2012 effettuano un tour in Ecuador.
A giugno 2012 il magazine XL di La Repubblica pubblica la prima compilation dei Radiodervish, Dal pesce alla Luna, una selezione di brani, tra quelli editi nei primi 15 anni di attività della band, dal 1998 al 2012, ivi compresa la canzone In fondo ai tuoi occhi, che è un'anticipazione dell'album di prossima uscita.

## Formazione

### Formazione attuale
- Nabil Salameh - voce, buzuki, chitarra
- Michele Lobaccaro - basso, chitarra, voce
- Alessandro Pipino - tastiere, fisarmonica, organetto, diamonica
- Riccardo Laganà - percussioni

### Ex componenti
- Davide Viterbo - violoncello
- Anila Bodini - violino e viola
- Rita Paglionico - violino
- Giovanna Buccarella - violoncello
- Antonio Marra - batteria

## Discografia

### Come Radiodervish
- 1998 - Lingua contro lingua
- 2001 - In acustico
- 2002 - Centro del Mundo
- 2004 - In search of Simurgh
- 2006 - Amara terra mia
- 2007 - L'immagine di te
- 2009 - Beyond the Sea
- 2010 - Bandervish
- 2012 - Dal pesce alla Luna
- 2013 - Human
- 2015 - Café Jerusalem
- 2018 - Il sangre e il sal
- 2019 - Classica

### Come Al Darawish
- 1993 - Al Darawish
- 1996 - Radio Dervish